# Ousmane N’Doye
Ousmane N’Doye (ur. 21 marca 1978 w Thiès) – senegalski piłkarz grający na pozycji lewego pomocnika. Brat piłkarza i reprezentanta kraju Dame N’Doye.

## Kariera klubowa
N’Doye piłkarską karierę rozpoczął w klubie ASC Diaraf. W 1997 roku zadebiutował w pierwszej lidze. W 1998 roku przeszedł do lokalnego rywala, ASC Jeanne d’Arc. W 1999 roku wywalczył swoje pierwsze mistrzostwo Senegalu, a w 2001 oraz 2002 roku powtórzył ten sukces.
Latem 2002 N’Doye trafił do Francji. Jego pierwszym klubem w tym kraju był Toulouse FC. Już po roku, jako podstawowy zawodnik, wywalczył z nim awans z Ligue 2 do Ligue 1. W styczniu 2004 wrócił jednak do drugiej ligi i rozegrał w niej 8 meczów w zespole FC Lorient. Latem przeszedł do beniaminka portugalskiej superligi, GD Estoril Praia, ale już po pół roku przeniósł się do FC Penafiel. Przed rozpoczęciem rundy wiosennej sezonu 2005/2006 został piłkarzem Académiki Coimbra. Latem 2006 wypożyczono go do saudyjskiego Asz-Szabab Rijad, a po pół roku do Al-Ittifaq.
Latem 2007 N’Doye powrócił do Coimbry, ale w trakcie sezonu 2007/2008 odszedł do FC Vaslui. W Vaslui spędził półtora roku, a na początku 2009 roku został piłkarzem Dinama Bukareszt. W 2011 roku odszedł do Astry Ploeszti, a w 2012 wrócił do Vaslui. W 2013 roku przeszedł do Săgeaty Năvodari. Od 2014 do 2016 grał w ASA Târgu Mureș. Następnie występował w CNS Cetate Deva oraz CSM Târgu Mureș.
| Sezon   | Klub                | Kraj             | Rozgrywki     | Mecze | Bramki |
| ------- | ------------------- | ---------------- | ------------- | ----- | ------ |
| 1997/98 | ASC Diaraf          | Senegal          | Division 1    | 14    | 6      |
| 1998/99 | Jeanne D’Arc Dakar  | Senegal          | Division 1    | ?     | ?      |
| 1999/00 | Jeanne D’Arc Dakar  | Senegal          | Division 1    | ?     | ?      |
| 2000/01 | Jeanne D’Arc Dakar  | Senegal          | Division 1    | ?     | ?      |
| 2001/02 | Jeanne D’Arc Dakar  | Senegal          | Division 1    | ?     | ?      |
| 2002/03 | Toulouse FC         | Francja          | Ligue 2       | 31    | 3      |
| 2003/04 | Toulouse FC         | Francja          | Ligue 1       | 8     | 2      |
| 2003/04 | FC Lorient          | Francja          | Ligue 2       | 8     | 0      |
| 2004/05 | GD Estoril Praia    | Portugalia       | Primeira Liga | 12    | 3      |
| 2004/05 | FC Penafiel         | Portugalia       | Primeira Liga | 15    | 4      |
| 2005/06 | FC Penafiel         | Portugalia       | Primeira Liga | 12    | 3      |
| 2005/06 | Académica Coimbra   | Portugalia       | Primeira Liga | 13    | 0      |
| 2006/07 | Asz-Szabab Rijad    | Arabia Saudyjska | I liga        | ?     | ?      |
| 2006/07 | Al-Ittifaq          | Arabia Saudyjska | I liga        | ?     | ?      |
| 2007/08 | Académica Coimbra   | Portugalia       | Primeira Liga | 10    | 1      |
| 2007/08 | FC Vaslui           | Rumunia          | Liga I        | 13    | 1      |
| 2008/09 | FC Vaslui           | Rumunia          | Liga I        | 15    | 0      |
| 2008/09 | FC Dinamo Bukareszt | Rumunia          | Liga I        | 12    | 3      |
| 2009/10 | FC Dinamo Bukareszt | Rumunia          | Liga I        | 27    | 2      |
| 2010/11 | FC Dinamo Bukareszt | Rumunia          | Liga I        | 13    | 5      |
| 2010/11 | Astra Ploeszti      | Rumunia          | Liga I        | 11    | 2      |
| 2011/12 | Astra Ploeszti      | Rumunia          | Liga I        | 15    | 3      |
| 2011/12 | FC Vaslui           | Rumunia          | Liga I        | 11    | 1      |
| 2012/13 | FC Vaslui           | Rumunia          | Liga I        | 17    | 1      |
| 2013/14 | Săgeata Năvodari    | Rumunia          | Liga I        | 15    | 0      |
| 2013/14 | ASA Târgu Mureș     | Rumunia          | Liga II       | 12    | 3      |
| 2014/15 | ASA Târgu Mureș     | Rumunia          | Liga I        | 23    | 12     |
| 2015/16 | ASA Târgu Mureș     | Rumunia          | Liga I        | 13    | 2      |

## Kariera reprezentacyjna
W reprezentacji Senegalu N’Doye zadebiutował w 2003 roku. W 2004 roku wystąpił z Senegalem w Pucharze Narodów Afryki i dotarł z nim do ćwierćfinału. W 2008 roku został powołany przez Henryka Kasperczaka do kadry na Puchar Narodów Afryki 2008.